# Mimi Fariña
Mimi Fariña, född Margarita Mimi Baez den 30 april 1945 i Palo Alto, Kalifornien, död 18 juli 2001 i Mill Valley, Kalifornien, var en amerikansk sångerska. Hon var syster till Joan Baez och gift med Richard Fariña.

## Diskografi (i urval)
Album
- Celebrations for a Grey Day (1965) (Richard och Mimi Fariña)
- Reflections in a Crystal Wind (1965) (Richard och Mimi Fariña)
- Memories (1968) (Richard och Mimi Fariña)
- Take Heart (1971) (Mimi Fariña och Tom Jans)
- Mimi Fariña Solo (1985)
- The Complete Vanguard Recordings (2001)
- Take Heart / Tom Jans (2013)

Singlar
- "Madman" / "Letter To Jesus" (Mimi Fariña och Tom Jans)
- "Good God, I'm Feeling Fine" (Mimi Fariña och Tom Jans, promo)